# Corcelles (Ain)
Corcelles ist eine ehemalige französische Gemeinde mit zuletzt 227 Einwohnern (Stand 2013) im Département Ain in der Region Auvergne-Rhône-Alpes. Sie gehörte zum Kanton Hauteville-Lompnes und zum Arrondissement Nantua. Zusätzlich war sie Mitglied im Gemeindeverband Plateau d’Hauteville.

## Geographie
Corcelles liegt auf 850 m, sieben Kilometer nordnordwestlich von Hauteville-Lompnes, etwa 19 Kilometer ostnordöstlich der Stadt Ambérieu-en-Bugey und 33 km südöstlich der Präfektur Bourg-en-Bresse (Luftlinie). Das Dorf erstreckt sich im zentralen Bugey, am westlichen Rand einer breiten Senke des Hochjuras, die zum Plateau d’Hauteville zählt, am Fuß des Crêt de Châtillon.
Die Fläche des 14,16 km² großen Gemeindegebiets umfasst einen Abschnitt des südlichen französischen Juras. Der Hauptteil wird von einer breiten in Nord-Süd-Richtung orientierten Mulde (im Mittel auf 830 m) eingenommen, die eine Synklinale im Faltenjura bildet. Diese Mulde wird durch die Albarine, entlang der die östliche Grenze verläuft, nach Süden entwässert. Im Westen wird diese Senke durch den teils bewaldeten, teils mit Weiden bestandenen Höhenzug des Crêt de Châtillon (1017 m) flankiert. Westlich dieser Antiklinale reicht das Gemeindeareal in Erosionstäler hinunter, welche von Seitenbächen des Borrey geschaffen wurden. Die nördliche Abgrenzung verläuft auf dem Kamm der Grande Montagne, auf der mit 1090 m die höchste Erhebung von Corcelles erreicht wird.
Zu Corcelles gehören der Weiler Cléon (870 m) in einer Talmulde südlich des Crêt de Châtillon sowie einige Hofgruppen und Einzelhöfe. Nachbargemeinden von Corcelles sind Vieu-d’Izenave im Norden, Brénod und Champdor im Osten, Aranc im Süden sowie Izenave, Lantenay und Outriaz im Westen.

## Geschichte
Die Überreste einer gallischen Töpferei sowie einer bronzezeitlichen Grabstätte weisen auf eine frühe Besiedelung hin. Erstmals urkundlich erwähnt wird Corcelles im 12. Jahrhundert als Besitz der Grafen von Savoyen. Der Ortsname geht auf das lateinische Wort corticella (kleiner Hof) zurück. Im 13. Jahrhundert wurde bei Cléon ein kleines Priorat gegründet, das vom Kloster Blyes abhängig war. Mit dem Vertrag von Lyon gelangte Corcelles im Jahre 1601 an Frankreich.

## Sehenswürdigkeiten
Die gotische Dorfkirche Saint-Martin wurde im 14. Jahrhundert errichtet und im 17. und 18. Jahrhundert restauriert und umgestaltet. Im Mittelalter war Corcelles befestigt; von den ehemaligen Mauern sind heute noch Überreste sichtbar.

## Bevölkerung
| Bevölkerungsentwicklung | Bevölkerungsentwicklung |
| Jahr                    | Einwohner               |
| ----------------------- | ----------------------- |
| 1962                    | 268                     |
| 1968                    | 241                     |
| 1975                    | 207                     |
| 1982                    | 211                     |
| 1990                    | 207                     |
| 1999                    | 221                     |
| 2006                    | 198                     |
| 2011                    | 248                     |

Mit zuletzt 227 Einwohnern (Stand 1. Januar 2013) gehörte Corcelles zu den kleinen Gemeinden des Département Ain. Nachdem die Einwohnerzahl in der ersten Hälfte des 20. Jahrhunderts deutlich abgenommen hatte (1896 wurden noch 461 Personen gezählt), wurden seit Beginn der 1970er Jahre nur noch relativ geringe Schwankungen verzeichnet. Die Ortsbewohner von Corcelles heißen auf Französisch Corcellan(e)s.

## Wirtschaft und Infrastruktur
Corcelles war bis weit ins 20. Jahrhundert hinein ein vorwiegend durch die Landwirtschaft, insbesondere Milchwirtschaft und Viehzucht geprägtes Dorf. Noch heute leben die Bewohner zur Hauptsache von der Tätigkeit im ersten Sektor. Außerhalb des primären Sektors gibt es nur wenige Arbeitsplätze im Dorf.
Die Ortschaft liegt abseits der größeren Durchgangsstraßen an einer Departementsstraße, die von Vieu-d’Izenave nach Champdor führt. Weitere Straßenverbindungen bestehen mit Aranc und Brénod. Der nächste Anschluss an die Autobahn A40 befindet sich in einer Entfernung von rund 15 Kilometern.
In Corcelles befindet sich eine staatliche école primaire (Grundschule mit eingegliederter Vorschule).